# 12-й драгунський полк (Австро-Угорщина)
12-ий драгунський полк — полк цісарсько-королівської кавалерії Австро-Угорщини.
Повна назва: K.u.k. Böhmisches Dragoner-Regiment «Nikolaus Nikolajewitsch Großfürst von Rußland» Nr. 12

Дата утворення — 1798 рік.

Почесний шеф — Великий князь російський Микола Миколаєвич.

## Склад полку
Штаб
Допоміжні служби:
- взвод розвідників (піонерів)
- телеграфна служба
- допоміжна служба

2 дивізіони, в кожному з яких:
- 3 ескадрони по 177 драгунів

Повний склад полку — 37 офіцерів і 874 драгуни.
Набір рекрутів до полку — Краків.
Етнічний склад полку (1914) — 50 % чехів, 40 % німців і 10 % інших.
Мови полку (1914) — чеська і німецька.

## Інформація про дислокацію
- 1914 рік — штаб і І-ий дивізіон — Оломоуц, ІІ-ий дивізіон — Бженец.[4] .

- 1914 — входить до складу І корпусу, 7 кавалерійської дивізії, 20 Бригада кавалерії.

## Командири полку
- 1879: Герман Кьорбер[5]
- 1908: Гайнріх фон Ріш[6]
- 1914: Ніколас Карапанкса фон Країна[7]